# NGC 1851
أن جي سي 1851 (NGC 1851، المعروف أيضا باسم كالدويل 73) هو عنقود مغلق و هو عنقود ضخم نسبياً يقع في جنوب كوكبة الحمامة. وصفه عالم الفلك جون دراير بأنه ليس لامعاً جداً ولكنه كبير جداً ومستدير و مُحدد جيداً ويتألف من نجوم بشكل واضح يقع على بعد 39.5 سنة ضوئية من الشمس، و 54.1 سنة ضوئية من مركز المجرة . يسير العنقود في مدار شديد الإنحراف عبر المجرة، مع إنحراف يبلغ حوالي 0.7

## مكوناته
يحتوي هذا العنقود على فئة تركيز شارلي - سوير  من الدرجة الثانية مما يشير إلى تركيز مركزي كثيف. يحتوي هذا العنقود على أحد أعلى التركيزات المعروفة بالعناقيد المجرية الكروية وتُظهر المكونات النجمية مجموعتين منفصلتين من النجوم العملاقة ، بينما يتركز الفرع الأكثر إشراقًا في المناطق الخارجية للعنقود يُقدّر عمر العنقود النجمي NGC1851 بـ 9.2 مليار سنة مع كتلة 551000 ضعف كتلةالشمس .

## كيفية تكوّنه
العنقود النجمي محاط بهالة منتشرة من النجوم التي يحتويها وتمتد كذلك إلى الخارج العنقود بمسافة 240سنة ضوئية أو أكثر، هذه الميزة إذا تم دمجها مع عدم وجود ذيل المد والجزر  أو تيار النجوم المرتبط بها، وتشير إلى أن الكتلة قد تكون نواة مجرة قزمة مجردة، على غرار أوميغا قنطورس و التي تراكمت بواسطة درب التبانة و ذيل المد والجزر لا يزال على الرغم الحالي ومن الممكن أيضاً أن يكون التجمع نتيجة إندماج مجموعتين منفصلتين، ولكن حقيقة أنهما بحاجة إلى الحصول على نفس المعدن - ما يسميه علماء الفلك وفرة العناصر الأخرى غير الهيدروجين والهيليوم - يجعل هذا السيناريو أقل المحتمل، أن PSR J0514-4002A يبعد ملي ثانية النجم النابض في NGC1851 ويدور حول مركز العنقود الضخم الذي قد يكون أيضاً النجم النيوتروني للزوج فترة مدارية تبلغ 18.8 يوماً مع انحراف كبير يبلغ 0.89. و تم إكتشاف 43 متغيراً (RR Lyrae) في المجموعة، والتي تُظهر أن هذا هو مجموعة Oosterhoff من النوع الأول ولكن لها خصائص مشابهة للنوع II . وقد لوحظ وجود مجموعتين من نجوم الفروع الأفقية ، مع فارق عمري للزوجين يبلغ حوالي 2 مليار سنة. و التحليل الطيفيلفرع العملاق الأحمر تشير النجوم الأعضاء إلى وجود ثلاث مجموعات مختلفة من النجوم في العنقود.

## وصلات خارجية
- Galex صورة NGC 1851
- NGC 1851 على موقع ويكي سكاي: DSS2, SDSS, GALEX, IRAS, Hydrogen α, X-Ray, Astrophoto, Sky Map, Articles and images
- كروي المجموعة C 73

الإحداثيات:  5س 14د 6.7ث، −40° 2′ 48″

## References
1. "NGC 1851". SIMBAD (بالإنجليزية). Centre de Données astronomiques de Strasbourg.
2. Subramaniam، Annapurni؛ وآخرون (ديسمبر 2017)، "The Horizontal Branch Population of NGC 1851 as Revealed by the Ultraviolet Imaging Telescope (UVIT)"، The Astronomical Journal، ج. 154، arXiv:1710.03730، Bibcode:2017AJ....154..233S، DOI:10.3847/1538-3881/aa94c3، 233.{{استشهاد}}:  صيانة الاستشهاد: دوي مجاني غير معلم (link)
3. Lim، Dongwook؛ وآخرون (يناير 2015)، "Low-resolution Spectroscopy for the Globular Clusters with Signs of Supernova Enrichment: M22, NGC 1851, and NGC 288"، The Astrophysical Journal Supplement، ج. 216، ص. 13، arXiv:1412.1832، Bibcode:2015ApJS..216...19L، DOI:10.1088/0067-0049/216/1/19، 19.
4. O'Meara، Stephen James (2016)، Deep-Sky Companions: The Caldwell Objects، Cambridge University Press، ص. 344، ISBN:9781107083974، مؤرشف من الأصل في 2021-02-27.
5. Carballo-Bello، Julio A.؛ وآخرون (فبراير 2018)، "Tails and streams around the Galactic globular clusters NGC 1851, NGC 1904, NGC 2298 and NGC 2808"، Monthly Notices of the Royal Astronomical Society، ج. 474، ص. 683–695، arXiv:1710.08927، Bibcode:2018MNRAS.474..683C، DOI:10.1093/mnras/stx2767.
6. Kuzma، P. B.؛ وآخرون (يناير 2018)، "The outer envelopes of globular clusters. II. NGC 1851, NGC 5824 and NGC 1261*"، Monthly Notices of the Royal Astronomical Society، ج. 473، ص. 2881–2898، arXiv:1709.02915، Bibcode:2018MNRAS.473.2881K، DOI:10.1093/mnras/stx2353.
7. Ridolfi، A.؛ وآخرون (ديسمبر 2019)، "Upgraded Giant Metrewave Radio Telescope timing of NGC 1851A: a possible millisecond pulsar - neutron star system"، Monthly Notices of the Royal Astronomical Society، ج. 490، ص. 3860–3874، arXiv:1909.06163، Bibcode:2019MNRAS.490.3860R، DOI:10.1093/mnras/stz2645.
8. Shapley، Harlow؛ Sawyer، Helen B. (أغسطس 1927)، "A Classification of Globular Clusters"، Harvard College Observatory Bulletin، ج. 849، ص. 11–14، Bibcode:1927BHarO.849...11S.
9. Goldsbury، Ryan؛ وآخرون (ديسمبر 2010)، "The ACS Survey of Galactic Globular Clusters. X. New Determinations of Centers for 65 Clusters"، The Astronomical Journal، ج. 140، ص. 1830–1837، arXiv:1008.2755، Bibcode:2010AJ....140.1830G، DOI:10.1088/0004-6256/140/6/1830.
10. "NASA/IPAC Extragalactic Database". Results for NGC 1851. مؤرشف من الأصل في 2019-08-15. اطلع عليه بتاريخ 2011-01-09.
11. Boyles، J.؛ وآخرون (نوفمبر 2011)، "Young Radio Pulsars in Galactic Globular Clusters"، The Astrophysical Journal، ج. 742، ص. 51، arXiv:1108.4402، Bibcode:2011ApJ...742...51B، DOI:10.1088/0004-637X/742/1/51.
12. Koleva، M.؛ وآخرون (أبريل 2008)، "Spectroscopic ages and metallicities of stellar populations: validation of full spectrum fitting"، Monthly Notices of the Royal Astronomical Society، ج. 385، ص. 1998–2010، arXiv:0801.0871، Bibcode:2008MNRAS.385.1998K، DOI:10.1111/j.1365-2966.2008.12908.x.
13. "SEDS NGC Catalog Online". Results for NGC 1851. مؤرشف من الأصل في 2020-11-27. اطلع عليه بتاريخ 2011-01-09.